# Brarupmesteren
Brarupmesteren (også kendt som Brarupværkstedet) var et dansk malerværkstedet, som arbejdede med kalkmalerier og som var aktivt omkring år 1500. Værkstedet udførte kalkmalerier i flere kirker på Falster og på Lolland og står blandt andet bag kalkmalerierne Brarup Kirke, som værkstedet har fået navn efter. Det er en udløbet af Elmelundeværkstedet eler har været vedkommnde nær.
Andre kirker, hvor Brarupmesteren har udført arbejde er Hyllested Kirke, Toreby Kirke, Søndersø Kirke, Gjerrild Kirke, Lyngby Kirke, Sædinge Kirke, Aastrup Kirke, Tågerup Kirke, Tirsted Kirke (er gået tabt). Værkstedet står muligvis også bag flere kirker i Skåne eller har haft nær forbindelse med gruppen bag; den såkaldte Everlövgruppen eller Everlövværkstedet.
I sin beskrivelse af, hvad der er Brarupværkstedet særpræg, skriver Søren Kaspersen i fjerde udgave af Weilbachs Kunstnerleksikon:
| Citat           | Kunstnerisk befinder malerierne sig på linie med simple bloktryk. Scenerne er helt bundet til fladen. Karakteristisk er de fedladne, ofte grimme ansigter samt hektiske bevægelser og i det hele en vis ekspressivitet i formsproget. De tomme flader udfyldes af strøornamenter, mens rankeværk næsten helt mangler. Paletten domineres af dodenkopf, rødbrun, gulbrun, gul og grøn. Standardprogrammet viser evangelisterne og deres symboler i korhvælvet, Skabelsen og Adam og Evas historie i skibets østhvælv og Dommedag i vesthvælvet. Yndede emnekredse er også Jesu barndom og passion samt moraliteter som Mand skoer en kat/skærer halen af en hest. | Citat |
| Søren Kaspersen | |       |